# Muckov (Černá v Pošumaví)
Muckov je malá vesnice, část obce Černá v Pošumaví v okrese Český Krumlov. Nachází se asi 3 km na východ od Černé v Pošumaví.
Muckov leží v katastrálním území Černá v Pošumaví o výměře 44,67 km².

## Historie
První písemná zmínka o vesnici pochází z roku 1518. V letech 1890 až 1960 byl Muckov samostatnou obcí. V letech 1938 až 1945 byl v důsledku uzavření Mnichovské dohody přičleněn k nacistickému Německu.
Západně od vesnice se od sedmnáctého století do dvacátých let dvacátého století těžil vápenec používaný jako plnidlo do syntetické gumy, pro výrobu zásypů a kosmetických pudrů v Paříži. Po hlubinné těžbě se ve třech lomech dochovalo několik podzemních komor, které slouží jako stanoviště netopýrů. Lokalita je chráněna jako přírodní památka Muckovské vápencové lomy a není volně přístupná.